# Pandasminkning

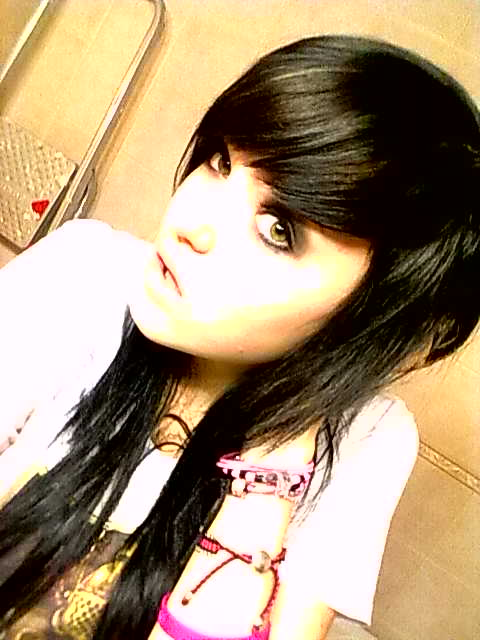
En pandasminkad flicka

Pandasminkning är ett sätt att sminka sig genom att måla mörka ringar runt ögonen. Detta kombineras vanligen med mörkt hår och blek hy, vilket gör att personen får ett pandaliknande utseende. Uttrycket har använts sedan tidigt 1990-tal och sminkningen förekommer exempelvis inom subkulturer som indie, goth, emo och punk. 
Uttrycket kan också avse en sminkning som består av överdrivet solbrun hud, kraftigt blekt och tuperat hår och vita ögon och läppar, tillhörande den japanska klädstilen ganguro. 